# Edifício James A. Farley
O edifício James A. Farley é um prédio de uso misto em Midtown Manhattan, Nova Iorque, que serviu como a principal instalação do Serviço Postal dos Estados Unidos (USPS) na cidade. Projetado pela MacKim, Mead & White no estilo Beaux-Arts, o edifício foi construído entre 1911 e 1914, com um anexo sendo construído entre 1932 e 1935. O edifício Farley, na Oitava Avenida 421 entre a 31st Street e a 33rd Street em Midtown Manhattan, tem como vizinhos ao leste, a Pennsylvania Station e o Madison Square Garden.
A fachada principal do edifício Farley foi concebida como uma colunata coríntia fixada por dois pavilhões. Esse imponente projeto foi escolhido para combinar com a grandiosa colunata da Pennsylvania Station original. Um entablamento acima da colunata principal ostenta o lema informal do Serviço Postal dos Estados Unidos: "Nem a neve, nem a chuva, nem o calor, nem a escuridão da noite podem impedir estes mensageiros de rapidamente concluir as missões a que foram designados". As outras fachadas tem um projeto similar, mas com um estilo mais simples. No interior, há uma galeria com colunas coríntias e um teto decorado com brasões de 10 países importantes da época da conclusão do edifício. O interior abriga o Moynihan Train Hall, uma extensão da Penn Station, além de escritórios.
O edifício James A. Farley ficou conhecido como Terminal Pensilvânia até 1918, quando foi renomeado para edifício Geral do Correio. O prédio foi registrado como um marco histórico municipal de Nova Iorque em 1966 e foi adicionado Registro Nacional de Lugares Históricos em 1973. Foi oficialmente renomeado em 1982 em honra a James Farley, o 53º diretor-geral dos correios dos Estados Unidos. O USPS vendeu o edifício para o Governo Estadual de Nova Iorque em 2006 para abrir espaço para o Moynihan Train Hall, que foi aberto em 2021. Escritórios no edifício foram alugados ao Facebook em 2020.

## Local
O edifício se situa no lado oeste da Oitava Avenida, de frente para a Pennsylvania Station e o Madison Square Garden. É o número 421 da Oitava Avenida do borough de Manhattan. O edifício é margeado pela Oitava Avenida a leste, pela 31st Street ao sul, pela Nona Avenida ao oeste e pela 33rd Street ao norte. O edifício Farley ocupa dois quarteirões inteiros, com uma 8 acres de superfície acima dos trilhos do Corredor Nordeste e do Corredor Farley (sub-distrito D) no oeste de Midtown Manhattan. O prédio ocupa um lote medindo 139 m ao longo da Oitava e Nona avenidas e 240 m ao longo da 31st Street e da 33rd Street. de acordo com o Departamento de Planejamento Urbano de Nova Iorque, o edifício tem uma área de 33 800 m2 e 128 032,0 m2 de área construída.

## Projeto
O edifício Farley consiste do antigo edifício do correio, concluído em 1914, e seu anexo ocidental, concluído em 1935. O edifício original foi projetado pela firma MacKim, Mead & White, que também projetou a Pennsylvania Station original no mesmo estilo Beaux-Arts.:3 Willian Mitchell Kendall foi o arquiteto que liderou a elaboração do projeto. A firma também projetou o anexo.

### Fachada

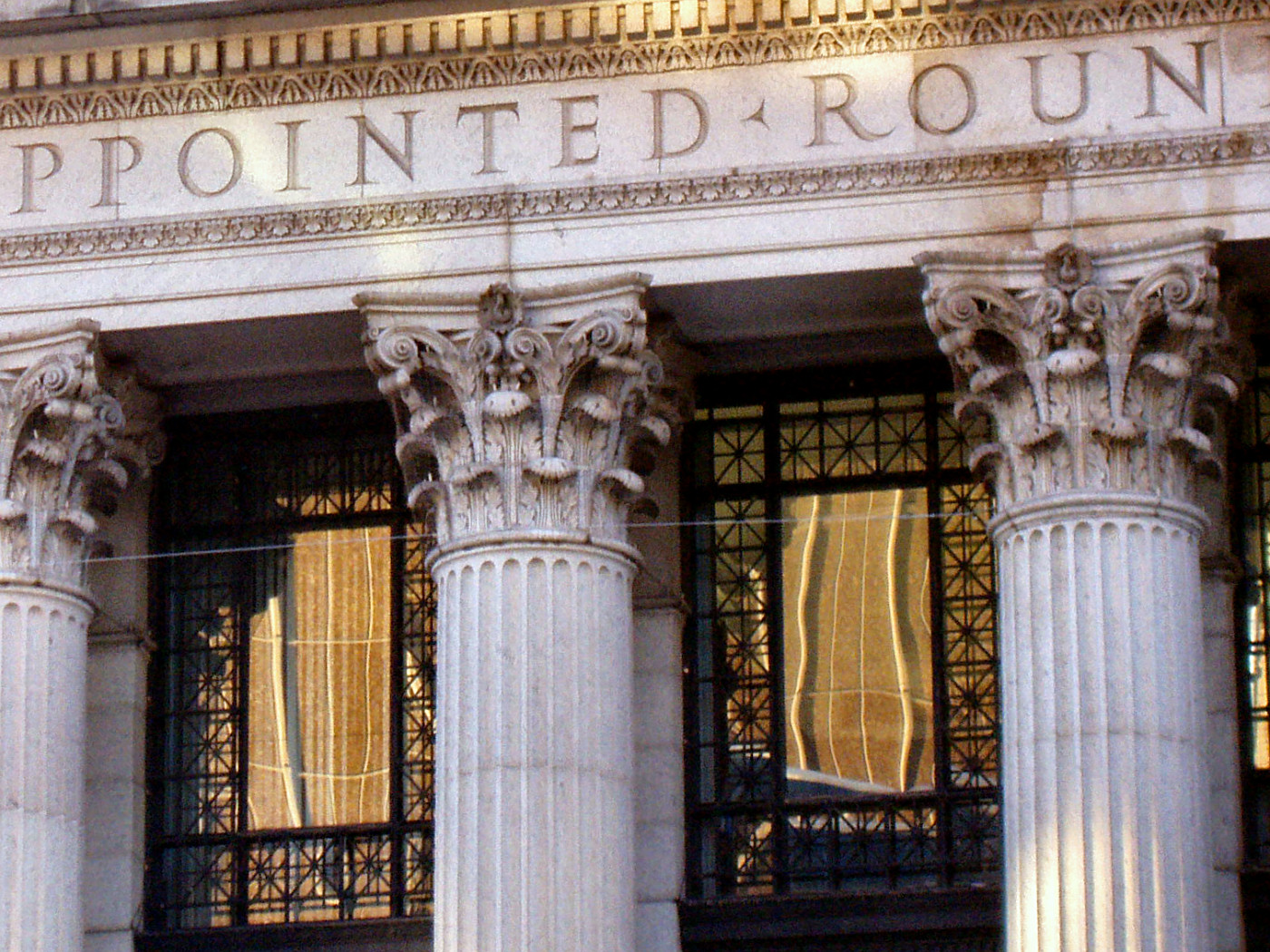
A detalhada colunata coríntia abaixo da inscrição do correio

A estrutura de quatro andares consiste em uma estrutura de aço revestida por pedras de granito trabalhado.:2 A monumental fachada da Oitava Avenida foi concebida como uma colunata coríntia composta de 20 colunas de 16 m de altura. O imponente projeto foi escolhido para combinar com a força da colunata da Penn Station original, do outro lado da Oitava Avenida. Um lance de 31 degraus, se estendo por todo o comprimento da colunata, fornece acesso da rua para o andar principal do edifício.:2 A colunata é escorada em suas extremidades por dois pavilhões quadrados, cada um com um domo, mostrados no exterior como uma pequena pirâmide.:2
Uma entablamento acima da colunata ostenta o lema "Nem a neve, nem a chuva, nem o calor, nem a escuridão da noite podem impedir estes mensageiros de rapidamente concluir as missões a que foram designados". A frase foi retirada das Histórias de Heródoto (Livro 8, cap. 98) e descreve o confiável serviço do sistema postal pérsio da época de Xerxes I.:2 Ele foi selecionado pelo Departamento do Tesouro dos Estados Unidos em 1912. A inscrição é erroneamente indicada como o lema oficial do Serviço Postal dos Estados Unidos (USPS) e tem sido conhecida assim desde então. No topo dos pavilhões das terminações, nomes de várias pessoas que foram consideradas importantes para a história dos serviços postais no mundo ocidental, como o Cardeal de Richelieu.
As fachadas ao longo da 31st Street e da 33rd Street tem colunatas mais simples. Estes lados são divididos em sete seções: um pavilhão central de três partes com arcos, flanqueado em ambos os lados por uma fileira de pilastras e um pavilhão de extremidades quadradas. O lado da Nona Avenida contém uma fileira semelhante de pilastras simples.:2 Existem trem arcos no centro da fachada da Nona Avenida, que era usada para entregas de caminhão. O telhado é em sua maioria plano, com exceção das pirâmides dos pavilhões das extremidades. Há um parapeito acima do terceiro andar.:2 Até 1994, o quarto andar era coroado por uma cornija de pedra ornamentada. O telhado do edifício está a aproximadamente 31 m acima da calçada.
O andar principal, 6,7 m acima do nível do chão, é rodeado por um fosso seco que fornece luz e ar para os ambientes de trabalho abaixo. Os fossos corriam ao longo da 31st e 33rd Street e nas quinas da Oitava Avenida; eles originalmente tinham claraboias de vidro acima dos trilhos. Os fossos foram substituídos com lajes de concreto no final do Século XX.:20 Os fossos nas quinas da Oitava Avenida foram preenchidos. Em 2017, os antigos fossos se tornaram entradas para o saguão West End, abaixo do edifício Farley, do Moynihan Train Hall.

### Interior

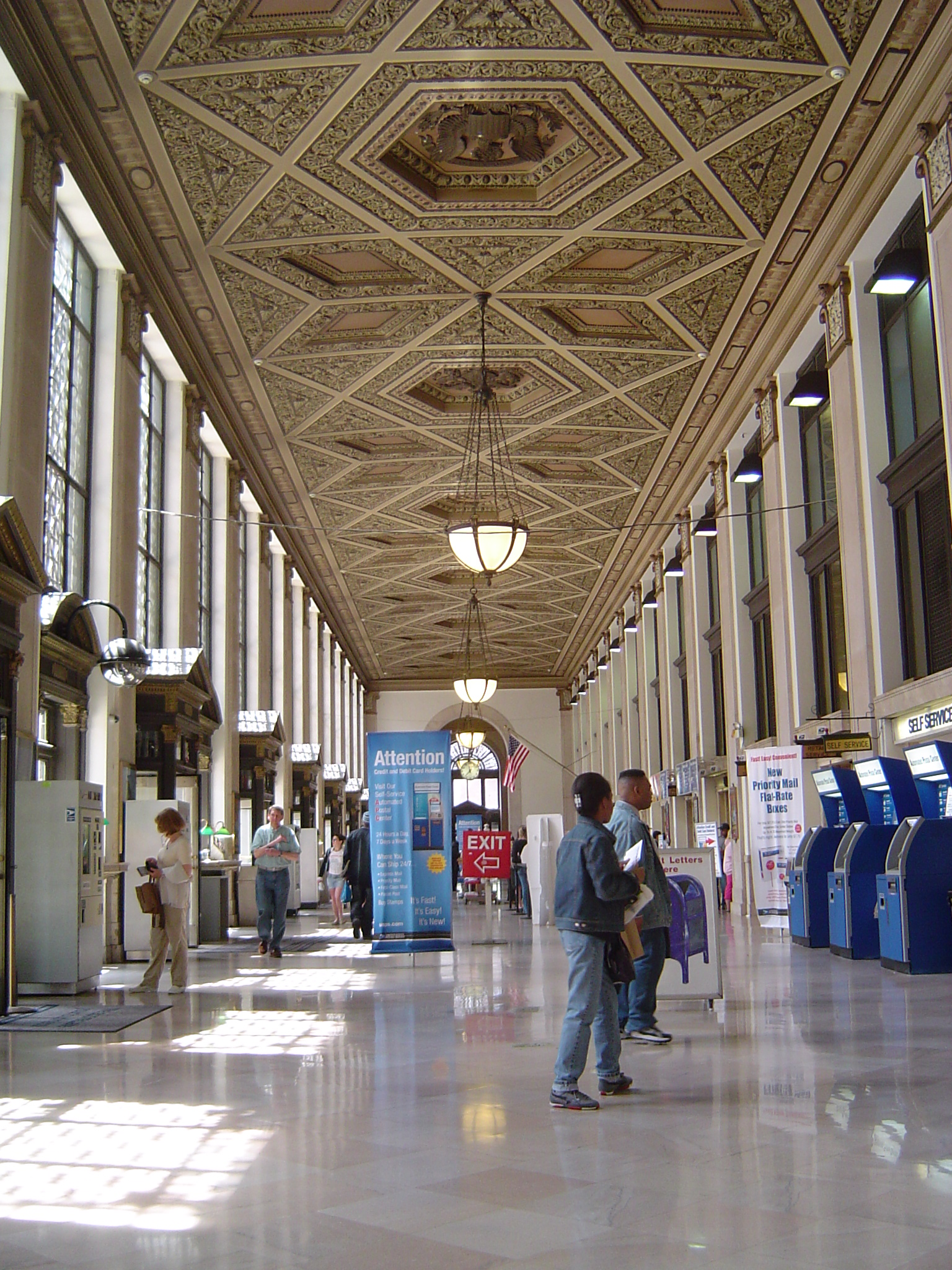
Salão de recepção do correio

Há uma galeria de dois andares de altura paralela a fachada da colunata, dentro da entrada da Oitava Avenida. O piso da galeria eram originalmente feitos de mármore de várias cores, enquanto que as paredes eram feitas de mármore e gesso branco, com várias janelas em ambos os lados. O teto de gesso pintado do salão de recepção é dividido em seção de 8,5 m cada. Cada seção do teto é decorada com emblemas nacionais ou brasões de dez membros da União Postal na época da construção do edifício: os Estados Unidos, o Reino Unido, o Império Alemão, a Terceira República Francesa, o Império Russo, o Reino da Itália, o Reino da Espanha, a Bélgica, a Áustria-Hungria e os Países Baixos. A Terceira República Francesa foi representada pela cifra "R.F." para République Française na época da abertura do edifício, já que a república carecia de um emblema nacional.
Elevadores ligavam o edifício Farley a maioria das plataformas da Penn Station. Já pelo fim do Século XX, apenas um dos elevadores para o trilho 12 era usado para serviços postais.:20 Além disso, seis trilhos paralelos foram estendidos a oeste da Penn Station, abaixo do edifício Farley. Na época da conclusão da Penn Station original em 1910, esses trilhos podiam comportar 26 vagões de entregas postais. Havia três níveis subterrâneos para transporte de cartas dentro do edifício: um porão 5,5 m abaixo do nível da rua, os trilhos a 15 m de profundidade e uma plataforma de caminhões a 22 m de profundidade. Esses níveis eram conectados com o nível de envio de cartas, que era acima do nível da rua. Rampas e esteiras transportadoras conectavam os níveis.
Dentro do edifício está o Moynihan Train Hall, projetado pela Skidmore, Owings & Merril (SOM). Consiste em 23 700 m2 de espaço abaixo de um teto de vidro de 28 m de altura. O pavilhão também tem 11.000 m2 de espaços comerciais. O Moynihan Train Hall dispõe de espaços para os passageiros da Amtrak, sua principal utilizadora, que incluem áreas de bagagens e compra de passagens, salões de espera, salas de conferência e um terraço 6,1 m acima do saguão.

## História

### Construção
Um edifício geral do correio em Midtown Manhattan havia sido planejado desde o final da década de 1890. Como parte do planejamento da Penn Station durante a primeira década de Século XX, a Pennsylvania Railroad (PRR) propôs que o Departamento de Correios dos Estados Unidos construísse um edifício dos correios na Oitava Avenida, em frente a estação. Em fevereiro de 1903, o governo dos Estados Unidos aceitou a proposta da PRR e fez planos para construir o que iria se tornar o edifício Farley. Uma escritura foi preparada e publicada em 1905 para George B. Cortelyou, o diretor-geral dos correios dos Estados Unidos. A PRR iria construir os trilhos e as colunas de suporte abaixo do correio como parte de plano. O local enfrentou oposição de vários membros do Congresso dos Estados Unidos, que expressaram preocupações a cerca de que o governo dos EUA iria ser proprietário de apenas "um punhado de espaço no ar", falando sobre os direitos sobre o ar acima dos trilhos. Preocupações também chamaram a atenção para o pátio interior que media 30 por 46 m, que poderia acabar se tornando um tubo de ventilação. Não obstante, o terreno do correio foi adquirido em junho de 1906. O governo dos Estados Unidos tomou posse do local em janeiro de 1907, com uma servidão administrativa permitindo que a PRR operasse os trilhos e as plataformas abaixo.
O arquiteto foi selecionado através do ato Tarsney de 1893, que permitiu que a Supervisão Arquitetônica fizesse uma competição de projetos arquitetônicos para instalações do governo dos EUA. Várias grandes firmas e arquitetos foram convidados para apresentar planos no início de 1908. O arquiteto supervisor James Knox Taylor escolheu a Mckim, Mead & White no mesmo ano. Naquela época, as estruturas de aço para os trilhos e plataformas já estavam em construção. Inicialmente, o aporte para o edifício era de 2,5 milhões de dólares, mas em abril de 1910, o Congresso concedeu mais 1 milhão de dólares para a construção. A construção da Pennsylvania Station do outro lado da rua estava progredindo mais rapidamente. O ainda inacabado edifício do correio da Penn Station viu sua primeira carta, entregue por meio da plataforma do correio, quando a estação foi oficialmente aberta em 27 de novembro de 1910. Um contrato de 2,5 milhões de dólares para a construção do edifício Farley foi entregue à George A. Fuller Company em março de 1911. Em dezembro de 1913, o edifício do correio já estava processando cartas de segunda, terceira e de quarta classe. O The New York Times chamou o edifício de "não apenas o maior, mas o mais fino do mundo" de seu tipo.

### Operação como correio

#### Abertura e primeiros anos

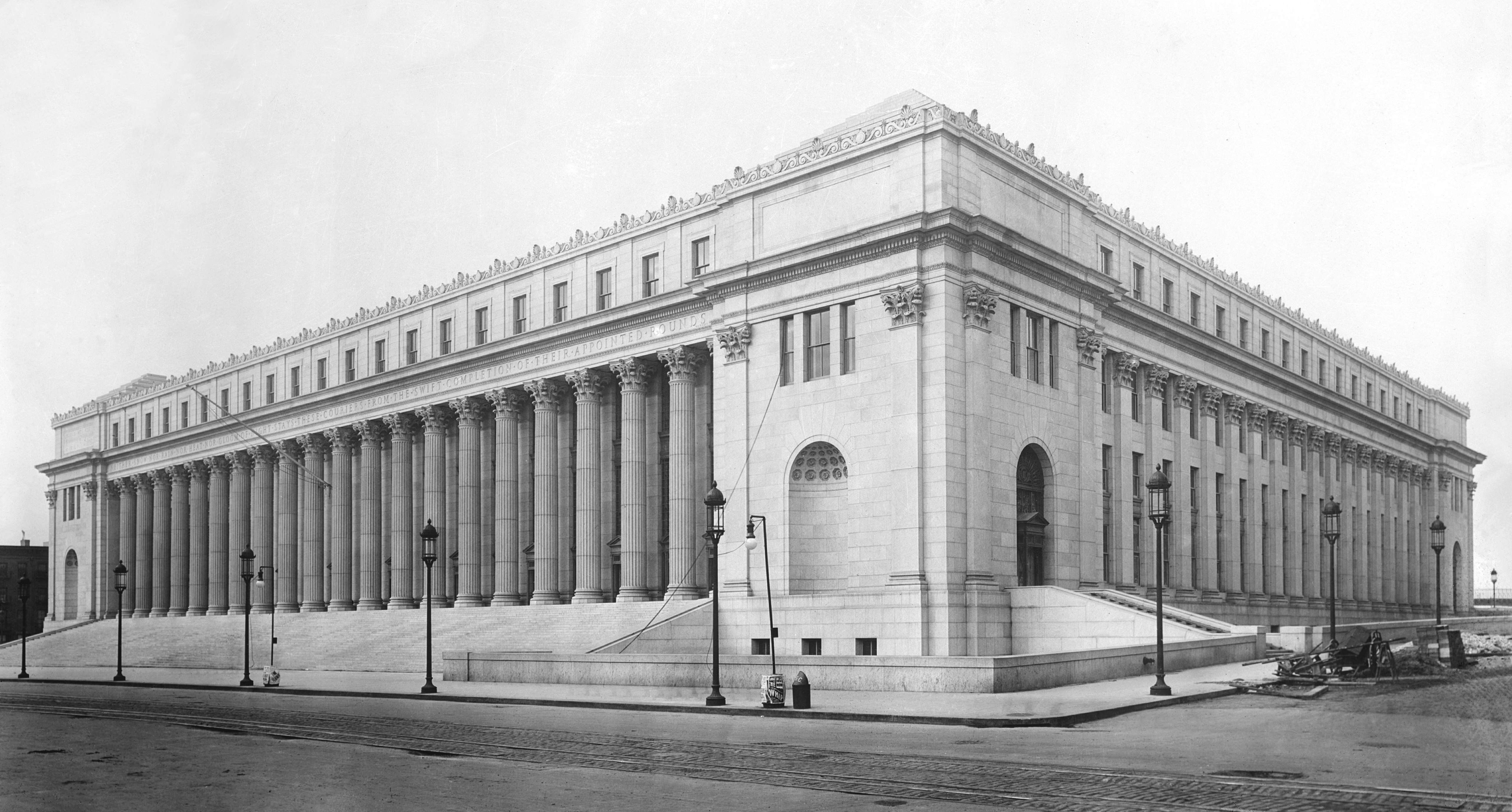
Visto por volta de 1912

A monumental estrutura original foi oficialmente aberta em 5 de setembro de 1914. Com isso, as operações postais da Long Island Rail Road foram movidas de Long Island City para o edifício. Quando foi concluído, o edifício dos correios da Penn Station media 108 m ao longo da Oitava Avenida e 101 m ao longo das outras ruas, com 37 000 m2 de espaço no interior. O Times descreveu-o como a segundo maior edifício da cidade após a Penn Station original e a estação Grand Central. Com o edifício contendo 4 700 m3 de granito rosa, 18 000 toneladas de aço e 7 milhões de tijolos. A construção do prédio estimulou a abertura de novas empresas do ramo da impressão nas proximidades.
O edifício do correio ficou conhecido como Terminal Pensilvânia quando foi aberto; naquela época o correio geral da cidade era o Correio da Prefeitura em Lower Manhattan. A partir do dia 1º de julho de 1918, o edifício do correio oficialmente de tornou o correio geral da cidade de Nova Iorque. No início dos anos 20, o edifício do correio estava congestionado e um relatório do Congresso de 1923 recomendou uma expansão. O governo dos EUA anunciou sua intenção, em 1927, de comprar imediatamente o lote a oeste do edifício do correio.

#### Expansão
O Departamento de Serviços Postais anunciou a expansão do edifício do correio geral em 1930. A parte ocidental do quarteirão iria conter um anexo para o edifício principal, além de uma parte do posto postal chamado de estação Morgan. A Mckim, Mead & White foi contratada para projetar a extensão. Em abril de 1931, a Pennsylvania Railroad vendeu a metade ocidental do quarteirão para o Departamento do Tesouro por 2,5 milhões de dólares. O edifício foi expandido entre 1932 e 1934 sob a direção do então diretor-geral dos correios James A. Farley.:25 As obras envolveram a instalação da maior viga da história da cidade até a época, uma viga de 138 toneladas que media 35 m de comprimento pelos trilhos da ferrovia. A James Stewart & Co. foi contratada para construir a fundação, que estava praticamente concluída no início de 1933.
O governo federal concedeu o contrato de 4,3 milhões de dólares para a construção para a James Stewart & Co. em fevereiro de 1934 após promover, sem êxito, a construção em três ocasiões nos anos anteriores. Durante a construção do anexo, a firma de fornecimento de materiais de construção, a General Builders Supply Corporation, recebeu um contrato federal da administração Hoover para fornecer materiais de construção. Farley foi acusado pelo senador dos EUA Huey Long de receber tratamento preferencial da administração Rooselvelt, mas o Senado o inocentou de quaisquer más práticas, no que ficou conhecido como "o escândalo Long-Farley de 1935". O anexo foi aberto em dezembro de 1935. Em fevereiro de 1938, o Tesouro concedeu um contrato de 696 000 dólares para a O'Driscoll and Grove Inc. para renovar a porção original do edifício. O trabalho foi realizado em fases e foi concluído em 300 dias.

#### Fim do Século XX
Durante o Século XX, o edifício sediou eventos de natal. O edifício se tornou um marco histórico da cidade de Nova Iorque em 1966 e foi listado no Registro Nacional de Lugares Históricos em 1973. Em 1982, o correio da Penn Station foi renomeado para edifício James A. Farley, em homenagem ao antigo diretor-geral dos correios dos Estados Unidos que expandiu o edifício na década de 1930.
No início da década de 1990, o senador dos EUA Daniel Patrick Moynihan começou a defender um plano para construir uma réplica da histórica Penn Station, onde ele havia engraxado sapatos durante a Grande Depressão. Naquela época, as instalações da Penn Station estavam superlotadas e o USPS estava planejando realocar a maioria de suas operações para outras instalações. Em 1994, a cornija foi retirada; estava tão deteriorada que pedaços de pedra tinham começado a cair na rua. Partes da deteriorada estrutura de aço também foram substituídas.:20
O edifício Farley foi fundamental para a manutenção dos serviços na Região Metropolitana de Nova Iorque após os ataques de 11 de setembro de 2011, quando serviu como a base de operações reserva para o posto postal da Church Street, do outro lado do complexo do World Trade Center. Em outubro de 2002, o governo estadual de Nova Iorque se organizou para comprar o edifício Farley do USPS por 230 milhões de dólares, com o serviço deixando a maioria do prédio. O edifício James A. Farley foi vendido para o governo estadual de Nova Iorque em 2006 com a esperança de que a visão de Moynihan fosse realizada. Antes da Grande Recessão em 2009, o edifício Farley era o  único posto dos correios da cidade que ficava aberto 24 horas por dia, mas como resultado da recessão, suas janelas começaram a ser fechadas às 22:00.

### Reutilização

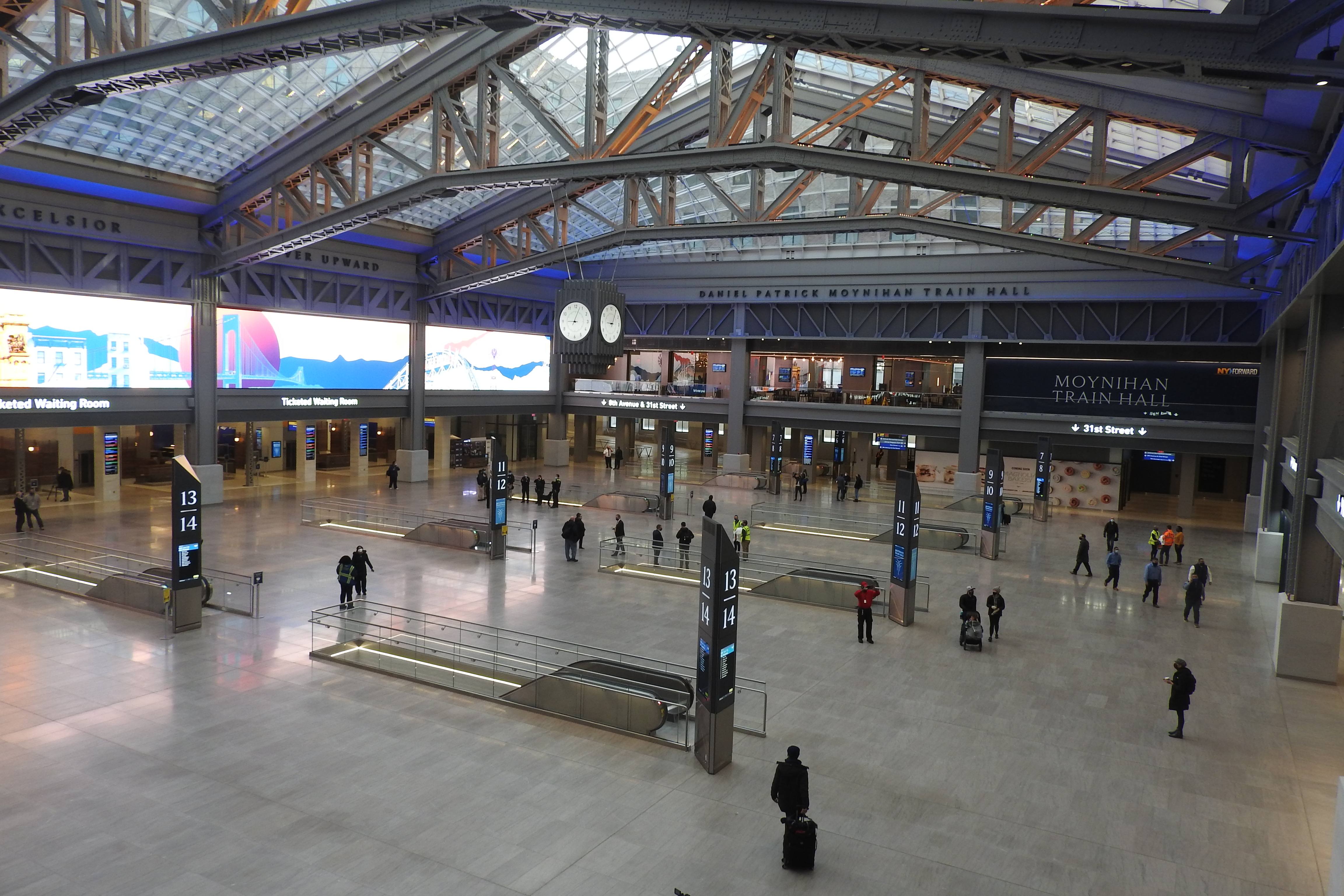
O Moynihan Train Hall em 2021

Partes do edifício Farley foram reutilizadas e convertidas em um novo saguão para a Penn Station, chamado de Moynihan Train Hall, que é servido pela Amtrak e pela Long Island Rail Road. A primeira fase, consistindo em novas saídas, uma conexão para o metrô de Nova Iorque e a extensão de um saguão abaixo do edifício, começou a ser construída em 18 de outubro de 2010. A primeira fase foi aberta em junho de 2017. A construção da segunda fase, compreendendo um novo pavilhão ferroviário dentro do edifício Farley, se iniciou dois meses depois. Foi aberto no dia 1º de janeiro de 2021.
Como parte do desenvolvimento do Moynihan Train Hall, a The Related Companies e a Vornado Realty Traust foram selecionadas para desenvolver os espaços comerciais do edifício. As empresas assinaram um contrato em junho de 2017. A Vornado e a Related alugaram o edifício por 99 anos, e em troca, contribuíram com 630 milhões de dólares para a construção do pavilhão. No início de 2018, a Vornado e a Related começaram a considerar uma alteração nos espaços do edifício Farley que não estavam sendo ocupados pelo pavilhão ferroviário. Os desenvolvedores consideraram o uso do edifício por uma empresa de biotecnologia ou farmácia. Em agosto de 2020, a Facebook, Inc. assinou um contrato para alugar todos os 68 000 m2 de escritórios no edifício Farley, seguida a uma aquisição similar que a empresa havia feito no Hudson Yards no ano anterior. O arrendamento foi feito durante a pandemia de COVID-19, quando a maioria dos trabalhadores de escritórios de Manhattan estavam trabalhando remotamente, com a aquisição sendo vista como um sinal positivo no mercado de escritórios de Manhattan.